# Saarijärvi (sjö i Finland, lat 63,87, long 28,67)
Saarijärvi är en sjö i Finland. Den ligger i kommunerna Sotkamo och Valtimo i landskapen Kajanaland och Norra Karelen, i den centrala delen av landet, 400 km nordost om huvudstaden Helsingfors. Saarijärvi ligger 175,6 meter över havet. I omgivningarna runt Saarijärvi växer i huvudsak blandskog. Den är 6,8 meter djup. Arean är 44,4 hektar och strandlinjen är 3,93 kilometer lång. Sjön  ingår i Vuoksens huvudavrinningsområde. 